# Danh sách nhà thơ Phần Lan
Danh sách xếp theo bảng chữ cái các nhà thơ Phần Lan và các nhà thơ đã viết bằng tiếng Phần Lan kèm theo năm sinh và năm mất:
Đây là một danh sách chưa hoàn tất, và có thể sẽ không bao giờ thỏa mãn yêu cầu hoàn tất. Bạn có thể đóng góp bằng cách mở rộng nó bằng các thông tin đáng tin cậy.

## A
- Aleksanteri Aava (1883–1956)

## B
- Christina Regina von Birchenbaum

## C
- Paavo Cajander (1846–1913)

## F
- Kati-Claudia Fofonoff (sinh 1947)

- Paavo Haavikko (sinh 1931)
- Martti Haavio (1899–1973)
- Helvi Hämäläinen (1907–1998)
- Aaro Hellaakoski (1893–1952)
- Anselm Hollo (1934-2013)

## I
- Jouni Inkala (sinh 1966)
- Markku Into (sinh 1945)

## J
- Helvi Juvonen (1919–1959)

## K
- Uuno Kailas (1901–1933), nhà thơ, nhà văn, dịch giả
- Viljo Kajava (1909–1998), nhà thơ và nhà văn
- Ilmari Kianto, còn được biết đến với tên Ilmari Calamnius và Ilmari Iki-Kianto (1874–1970)
- Väinö Kirstinä
- Veikko Antero Koskenniemi (1886–1962)
- Julius Krohn (1835–1888), nhà nghiên cứu thơ ca dân gian, giáo sư văn học, nhà thơ, người viết thánh ca, dịch giả và nhà báo
- Kirsi Kunnas (sinh 1924), nhà thơ, tác giả văn học thiếu nhi và dịch giả

## L
- Jarkko Laine
- Joel Lehtonen
- Eino Leino

## M
- Eeva-Liisa Manner
- Otto Manninen
- Arto Melleri
- Barbara Catharina Mjödh

## P
- Larin Paraske (1833–1904)
- Jyrki Pellinen

## R
- Risto Rasa
- Elsa Rautee
- Mirkka Rekola
- Johan Ludvig Runeberg

## S
- Pentti Saarikoski
- Kaarlo Sarkia
- Juhani Siljo
- Maria Simointytär
- Axel Gabriel Sjöström
- Edith Södergran

## T
- Ole Torvalds

## U
- Uusitalo Arja

## V
- Katri Vala
- Nils-Aslak Valkeapää
- Lauri Viita
- Einari Vuorela

## Y
- A. W. Yrjänä